# Разбойный Бор
Разбойный Бор — поселок в Оричевском районе Кировской области в составе Суводского сельского поселения.

## География
Находится на расстоянии примерно 52 километров по прямой на юго-запад от районного центра поселка Оричи на левом берегу Вятки.

## История
Известен с 1939 года как лесоучасток, входивший в Верхошижемский район. В 1950 году учтено 91 хозяйство и 364 жителя. В 1978 поселок году уже в Оричевском районе.  В 1989 году отмечены 362 жителя.

## Население
Постоянное население  составляло 142 человека (русские 99%) в 2002 году, 84 в 2010.